# Hogna pulloides
Hogna pulloides este o specie de păianjeni din genul Hogna, familia Lycosidae. A fost descrisă pentru prima dată de Strand, 1908.
Este endemică în Etiopia. Conform Catalogue of Life specia Hogna pulloides nu are subspecii cunoscute.